# فياض بن حامد الرويلي
الفريق أول ركن فياض بن حامد بن رقاد العليمي المرعضي الرويلي (27 أبريل 1958)، رئيس هيئة الأركان العامة للقوات المسلحة السعودية , مستشار في الديوان الملكي السعودي من قبيلة الرولة العربية، ولد في محافظة طريف ونشأ وترعرع في أحد أحيائها الشعبية في حي يسمى حارة الرولة (حي الخالدية حالياً).

## حياته الدراسية
درس المرحلة الإبتدائية والمتوسطة في محافظة طريف قبل ان يذهب لدراسة المرحلة الثانوية في عرعر لعدم وجود مدرسة ثانوية في محافظة طريف وعرعر. ومن ثم التحق بكلية الملك فيصل الجوية وتخرج منها برتبة ملازم أول طيار، وأبتعث في حينها للولايات المتحدة الأمريكية، ليكمل تدريبات الطيران بما فيها الطيران القتالي في إحدى الجامعات الأمريكية في قاعدة لاكلاند بالولايات المتحدة، حصل حينها على أربعة جوائز، منها جائرة التعليم والطيران والانضباط.
عاد إلى السعودية وخدم في عدة قواعد عسكرية جوية، وعمل على عدد كبير من الطائرات المقاتلة، وتدرج في المناصب حتى أصبح قائد سرب، ثم قائد جناح فمساعد للقاعدة الجوية بالطائف. وبعد ذلك صدر أمر ملكي بتعيينه قائدًا لقاعدة الملك فهد الجوية، وتم تعيينه قائدًا للقوات الجوية في عام 2012، ثم نائبا لرئيس هيئة الأركان العامة.

## المؤهلات
1. بكالوريوس علوم الطيران.
2. دبلوم الطيران.
3. ماجستير علوم عسكرية.
4. طيران متقدم.
5. طيران قتالي.
6. طيران تحويلي.
7. دورة مدرس طيران.
8. دورة تحويلية ومتقدمة.
9. مدرس طيران.
10. دورة ضباط الأسراب.
11. حاصل على ماجستير العلوم العسكرية من كلية القيادة والأركان.
12. حاصل على ماجستير في الدراسات الإستراتيجية من جامعة القوات الجوية الأمريكية.
13. حاصل على عدد كبير من الدورات داخل المملكة وخارجها.
14. مثل المملكة في عدد من المؤتمرات واللقاءات المتخصصة في الطيران العسكري.

## المناصب
- ضابط طيار.
- مدرس طيار.
- قائد سرب.
- مدير إدارة.
- قائد جناح.
- مساعد قائد قاعدة.
- قائد قاعدة.
- رئيس هيئة.
- قائد القوات الجوية الملكية السعودية.
- نائب رئيس هيئة الأركان العامة.
- رئيس هيئة الأركان العامة منذ 26 فبراير 2018.

## الأوسمة والميداليات والأنواط
- نوط تحرير الكويت.
- وسام الملك فيصل الدرجة الرابعة.
- ميدالية الجو الولايات المتحدة الأمريكية.
- ميدالية الصقر للطيران الدرجة الثانية.
- ميدالية تحرير الكويت.
- نوط الخدمة العسكرية لثلاثين عاماً.
- نوط الإدارة العسكرية.
- نوط القيادة.
- نوط المعركة.
- نوط الذكرى المئوية.
- نوط الحج.
- نوط المعلم.[2]